# Валтер I фон Геролдсек
Валтер I фон Геролдсек (на немски: Walter I von Geroldseck; * пр. 1235; † 28 септември 1275/1277) е господар на Геролдсек-Малберг.

## Произход
Той е син на Валтер фон Дирзберг († 1235/сл. 1197) и внук на фон Дирзберг и Геролдсек. Брат е на Хайнрих I фон Геролдсек-Дирзберг († 1253), Бертхолд фон Дирзберг († 1274/1275), Херман фон Дирзберг († 1264) и на Лукардис фон Дирзберг-Геролдсек († сл. 1253), омъжена за Вернер маршал фон Страсбург († 1251/1253).

## Фамилия
Първи брак: с Хайлика фон Малберг (* пр. 1252; † пр. 1259), дъщеря на Мербодо II фон Малберг († сл. 1225) и Ида фон Мандершайд († 1237). Те имат трима сина:
- Валтер († 1263), епископ на Страсбург
- Херман I († 8 март 1262, убит в битката при Хаузберген), господар на Геролдсек, женен за фон Еберщайн
- Хайнрих I фон Геролдсек († 1296/1298), граф на Геролдсек и Велденц

Втори брак: с Елизабет фон Лютцелщайн и има една дъщеря:
- Елизабет фон Дирзберг-Геролдсек († 1269), омъжена за Хесо III фон Юзенберг († 1248/1256)

От трети брак или връзка: има един син:
- Хайнрих фон Ахенхайм